# 黎氏红锦
黎氏红锦（1951年—1970年），越南革命家，曾参与越南战争。

## 事迹
黎氏红锦1951年出生于美湫省周城县隆兴社的一户农民家庭。
1967年12月参加革命。
1970年4月18日，为筹备夜间战斗，黎氏红锦与两名女游击队员一同外出采购粮食。途中，当她们身处田野中央时，不幸被两架敌机盯上。黎氏红锦掩护同伴安全撤离，自己则孤身一人，利用地形与敌军展开激战。两架直升机凶在空中盘旋，她开火击落一架直升机。另一架直升机随后对她形成包围之势，她再次开火，击毙了三名敌人。在敌军的重重包围和密集火力之下，寡不敌众而阵亡。

## 荣誉
1971年9月20日，黎氏红锦被越南南方共和國临时革命政府追授三级解放军功勋章，并授予人民武装力量英雄称号。